# 霍珀加滕
霍珀加滕（德語：Hoppegarten）是德国勃兰登堡州的市镇，隶属于梅尔基施-奥得兰县，总面积为31.98平方千米，截至2023年12月31日总人口为18,556人。